# Gastrotheca argenteovirens
Gastrotheca argenteovirens är en groddjursart som först beskrevs av Oskar Boettger 1892.  Gastrotheca argenteovirens ingår i släktet Gastrotheca och familjen Hemiphractidae. IUCN kategoriserar arten globalt som livskraftig. Inga underarter finns listade i Catalogue of Life.